# Dix's Grant
Dix's Grant es un municipio ubicado en el condado de Coös en el estado estadounidense de Nuevo Hampshire. En el año 2010 tenía una población de 1 habitantes y una densidad poblacional de 0,02 personas por km².

## Geografía
Dix's Grant se encuentra ubicado en las coordenadas 44°55′14″N 71°11′32″O / 44.92056, -71.19222. Según la Oficina del Censo de los Estados Unidos, el municipio tiene una superficie total de 52.28 km², de la cual 52,17 km² corresponden a tierra firme y (0,21 %) 0,11 km² es agua.

## Demografía
Según el censo de 2010, había 1 personas residiendo en Dix's Grant. La densidad de población era de 0,02 hab./km². De los 1 habitantes, Dix's Grant estaba compuesto por el 100 % blancos. Del total de la población el 0 % eran hispanos o latinos de cualquier raza.